# بيالة

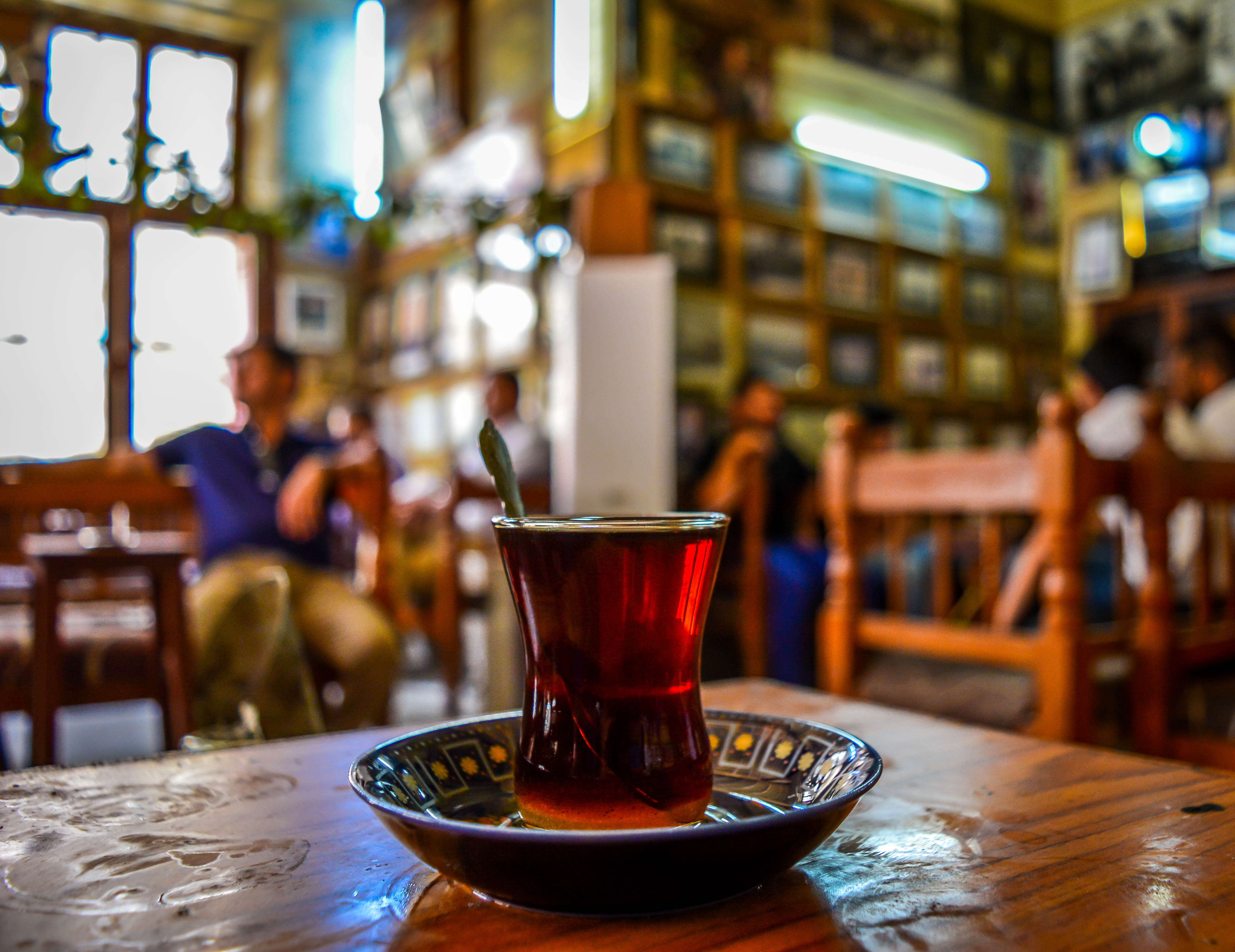
إستكان شاي في مقهى عراقي

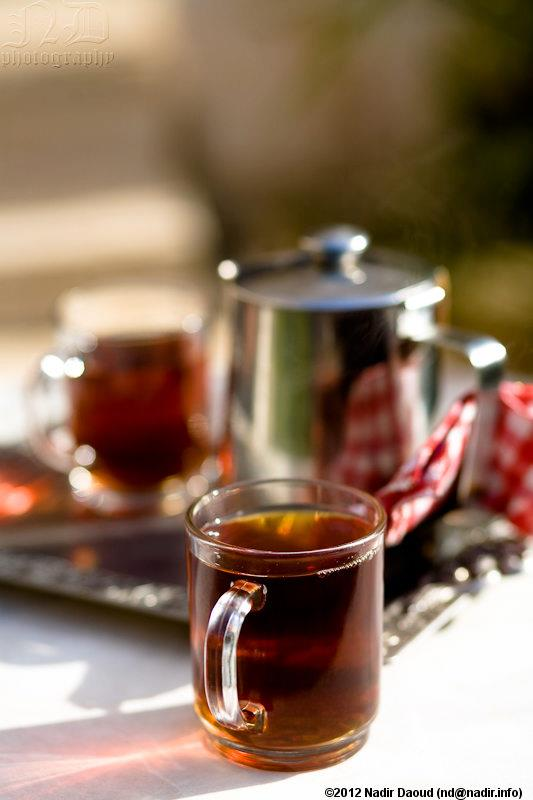
البيالة.

البيالة أو الاستكانة أو الاستكان هي فنجان شاي زجاجي بمقبض أو بدون يستخدم في الدول العربية لشرب الشاي (الشاهي).
أصل كلمة بيالة هي من الفارسية پیاله وتعني: قدح أو كأس.
أما كلمة استكان فأصلها فارسي - دوستگام أو دوستگان - وتعني على محبة فلان أو على شرف فلان، وتقال لترك أحد الشاربين نوبة شربه لأحبابه والكأس الملائ التي تركها.

## وصلات خارجية
- المعركة ضد وجود (البيالة)..!! في جريدة الرياض (1 أبريل 2013).